# Чумали (Удмуртия)
Чумали — деревня в Алнашском районе Удмуртии, входит в Муважинское сельское поселение. Находится в 19 км к юго-востоку от села Алнаши и в 96 км к югу от Ижевска. Расположена на правом берегу реки Малая Уга.
Население на 1 января 2008 года — 277 человек.

## История
По итогам десятой ревизии 1859 года в 31 дворе казённой деревни Усо-Омга Верхняя (Чумола) Елабужского уезда Вятской губернии проживало 110 жителей мужского пола и 108 женского, работала мельница. В 1882 году открыт приход Вознесенской церкви села Голюшурма, прихожанами нового храма стали жители нескольких селений, в том числе деревни Чумоли.
В 1921 году, в связи с образованием Вотской автономной области, деревня передана в состав Можгинского уезда. В 1924 году при укрупнении сельсоветов она вошла в состав Муважинского сельсовета Алнашской волости. В 1929 году упраздняется уездно-волостное административное деление и деревня причислена к Алнашскому району. 1 марта 1930 года в деревне Чумали образована сельхозартель (колхоз) «Горд Нюрьяськись».
В 1950 году проводится укрупнение сельхозартелей, колхозы нескольких соседних деревень объединены в один колхоз «Красный Октябрь», центральная усадьба которого размещена в деревне Муважи, в состав укрупнённого колхоза среди прочих вошёл колхоз деревни Чумали. Но уже в 1956 году колхоз был разукрупнён, из его состава выделен колхоз «Совет», с центральной усадьбой в деревне Чумали. Новый колхоз существовал недолго, уже в 1960 году он был упразднён и деревня снова оказалась в составе колхоза «Красный Октябрь». В 1963 колхоз «Красный Октябрь» переименован в колхоз «Кама». В 1972 году Муважинский сельсовет переименован в Кузебаевский сельсовет и центр сельсовета перенесён в деревню Кузебаево.
Повторно Муважинский сельсовет образован постановлением Госсовета УР от 26 октября 2004 года, выделен из состава Кузебаевского сельсовета. 16 ноября 2004 года Муважинский сельсовет был преобразован в муниципальное образование «Муважинское» и наделён статусом сельского поселения.